# Wereldkampioenschap schaatsen allround vrouwen 1991
Het tweeënvijftigste Wereldkampioenschap schaatsen allround voor vrouwen werd op 2 en 3 februari 1991 verreden in het  Hamar stadion in Hamar, Noorwegen. Het was het dertiende WK Allround in Noorwegen, de tweede keer in Hamar.
Eenendertig schaatssters uit vijftien landen, Noorwegen (1), Duitsland (4), Nederland (4), Japan (3), de Sovjet-Unie (3), de Verenigde Staten (3), Canada (2), China (2), Italië (2), Polen (2), Noord-Korea (1), Oostenrijk (1), Zuid-Korea (1), Zweden (1) en voor het eerst Roemenië (1), namen eraan deel. Vijftien rijdsters debuteerden deze editie.
De voormalige Oost-Duitse Gunda Niemann werd de eerste vrouw na de hereniging van Oost- en West-Duitsland die de WK Allround titel veroverde. In navolging van de Oost-Duitse vrouwen Karin Kessow, Karin Enke, Andrea Mitscherlich, Constance Moser-Scandolo en Jacqueline Börner was zij de zesde Duitse vrouw. Het was de tiende (Oost) Duitse titel op rij. Landgenote Heike Warnicke-Schalling vergezelde haar op het erepodium, zij werd tweede. Lia van Schie was de  zevende Nederlandse die op het erepodium plaats nam, zij werd derde.
Naast Lia van Schie bestond de Nederlandse afvaardiging dit jaar uit, Yvonne van Gennip, Sandra Voetelink en debutante Carla Zijlstra. Lia van Schie veroverde op de 3000m de bronzen medaille.
Yu Seon-Hyi veroverde de eerste afstandsmedaille voor Zuid-Korea op het WK Allround, brons op de 500m. De Oostenrijkse Emese Hunyady veroverde de zilveren medaille op de 1500m, dit was de eerste afstandsmedaille voor Oostenrijk nadat de eerste wereldkampioene Liselotte Landbeck op het WK Allround van 1933 twee gouden en een zilveren medaille won.
Seiko Hashimoto nam dit jaar voor de elfde keer deel en werd daarmee de zesde vrouw die dit aantal bereikte. Eevi Huttunen, Christina Scherling, Lisbeth Berg, Sigrid Sundby en Erwina Rys-Ferens gingen haar voor.
Ook dit kampioenschap werd over de grote vierkamp,respectievelijk de 500m, 3000m,1500m, en 5000m, verreden.

## Afstandmedailles
| Afstand | Goud ·         | Zilver ·                 | Brons ·                  |
| ------- | -------------- | ------------------------ | ------------------------ |
| 500m    | Ye Qiaobo      | Seiko Hashimoto          | Yu Seon-Hyi              |
| 3000m   | Gunda Kleemann | Heike Warnicke-Schalling | Lia van Schie            |
| 1500m   | Gunda Kleemann | Emese Hunyady            | Heike Warnicke-Schalling |
| 5000m   | Gunda Kleemann | Heike Warnicke-Schalling | Svetlana Bojko           |

## Klassement
| Rang   | Schaatsster                 | Land             | Punten  | 500m         | 3000m          | 1500m        | 5000m        |
| ------ | --------------------------- | ---------------- | ------- | ------------ | -------------- | ------------ | ------------ |
| Goud   | Gunda Kleemann              | Duitsland        | 177,263 | 42,47 (4)    | 4.32,00 (1)    | 2.09,45 (1)  | 7.43,10 (1)  |
| Zilver | Heike Warnicke-Schalling    | Duitsland        | 182,324 | 44,37 (17)   | 4.38,70 (2)    | 2.12,42 (3)  | 7.53,64 (2)  |
| Brons  | Lia van Schie               | Nederland        | 183,278 | 44,27 (16)   | 4.40,62 (3)    | 2.13,01 (6)  | 7.59,02 (5)  |
| 4      | Seiko Hashimoto             | Japan            | 183,363 | 41,95 (2)    | 4.50,81 (17)   | 2.12,68 (5)  | 8.07,19 (8)  |
| 5      | Yvonne van Gennip           | Nederland        | 183,817 | 44,62 (21)   | 4.43,45 (6)    | 2.12,50 (4)  | 7.57,90 (4)  |
| 6      | Svetlana Bojko              | Sovjet-Unie      | 184,372 | 45,15 (26)   | 4.41,60 (4)    | 2.14,55 (7)  | 7.54,39 (3)  |
| 7      | Ulrike Adeberg              | Duitsland        | 184,499 | 44,14 (13)   | 4.42,48 (5)    | 2.14,85 (9)  | 8.03,29 (6)  |
| 8      | Natalja Polozkova-Kozlova   | Sovjet-Unie      | 185,449 | 42,73 (6)    | 4.47,84 (11)   | 2.14,56 (8)  | 8.18,93 (14) |
| 9      | Carla Zijlstra              | Nederland        | 186,059 | 45,12 (25)   | 4.44,24 (7)    | 2.15,08 (10) | 8.05,40 (7)  |
| 10     | Else Ragni Yttredal         | Noorwegen        | 186,079 | 43,86 (10)   | 4.45,22 (9)    | 2.15,22 (11) | 8.16,10 (12) |
| 11     | Mihaela Dascalu             | Roemenië         | 186,816 | 44,22 (15)   | 4.48,15 (12)   | 2.15,25 (12) | 8.14,88 (10) |
| 12     | Yumi Kaeriyama              | Japan            | 187,447 | 44,45 (18)   | 4.49,05 (13)   | 2.15,80 (15) | 8.15,56 (11) |
| 13     | Elena Belci-Dal Farra       | Italië           | 187,689 | 44,54 (19)   | 4.46,98 (10)   | 2.16,96 (18) | 8.16,66 (13) |
| 14     | Jelena Banadisenko-Mamajeva | Sovjet-Unie      | 188,619 | 44,58 (20)   | 4.49,97 (16)   | 2.16,31 (16) | 8.23,25 (15) |
| 15     | Ye Qiaobo                   | China            | 190,692 | 41,85 (1)    | 4.54,95 (20)   | 2.15,34 (13) | 9.05,71 (16) |
| 16     | Emese Hunyady               | Oostenrijk       | 192,091 | 52,09 * (31) | 4.44,51 (8)    | 2.11,52 (2)  | 8.07,43 (9)  |
| NC17   | Mie Uehara                  | Japan            | 137,549 | 44,03 (11)   | 4.49,88 (15)   | 2.15,62 (14) | -            |
| NC18   | Michelle Kline              | Verenigde Staten | 138,794 | 43,81 (9)    | 4.55,07 (21)   | 2.17,42 (19) | -            |
| NC19   | Wang Xiuli                  | China            | 139,141 | 42,72 (5)    | 5.04,20 (30)   | 2.16,91 (17) | -            |
| NC20   | Moira d'Andrea              | Verenigde Staten | 139,141 | 44,06 (12)   | 4.54,03 (19)   | 2.18,23 (20) | -            |
| NC21   | Yu Seon-Hyi                 | Zuid-Korea       | 139,421 | 42,39 (3)    | 5.03,03 (28)   | 2.19,58 (25) | -            |
| NC22   | Ewa Borkowska               | Polen            | 139,741 | 45,15 (26)   | 4.50,09 (16)   | 2.18,73 (22) | -            |
| NC23   | Sandra Voetelink            | Nederland        | 140,300 | 43,64 (7)    | 5.02,28 * (26) | 2.18,84 (23) | -            |
| NC24   | Chong Chang-Suk             | Noord-Korea      | 140,355 | 43,69 (8)    | 5.02,61 (27)   | 2.18,69 (21) | -            |
| NC25   | Jasmine Krohn               | Zweden           | 140,431 | 45,02 (23)   | 4.53,97 (18)   | 2.19,25 (24) | -            |
| NC26   | Tama Sundstrom              | Verenigde Staten | 141,171 | 44,14 (13)   | 5.00,55 (25)   | 2.20,82 (27) | -            |
| NC27   | Caroline Maheux             | Canada           | 142,373 | 44,95 (22)   | 4.58,88 (23)   | 2.22,83 (28) | -            |
| NC28   | Elke Felicetti              | Italië           | 142,633 | 45,89 (28)   | 4.48,94 (24)   | 2.20,76 (26) | -            |
| NC29   | Aneta Rekas                 | Polen            | 143,378 | 45,09 (24)   | 5.03,53 (29)   | 2.23,10 (29) | -            |
| NC30   | Susan Stewart               | Canada           | 144,330 | 46,78 (29)   | 4.57,00 (22)   | 2.24,15 (30) | -            |
| -      | Petra Becker                | Duitsland        | 48,230  | 48,23 (30)   | NS             | -            | -            |

* = met val
NC = niet gekwalificeerd
NF = niet gefinisht
NS = niet gestart
DQ = gediskwalificeerd
Vet gezet = kampioenschapsrecord